# Wiesław Zarzycki
Wiesław Kazimierz Zarzycki (ur. 29 grudnia 1886 w Krakowie, zm. 25 grudnia 1949) – polski artysta malarz, pejzażysta.

## Życiorys
Syn Andrzeja i Walerii z Tomczykiewiczów. Za młodu uczył się malarstwa będąc uczniem Szkoły Stanisławskiego, szkoły pejzażu przy Akademii Sztuk Pięknych w Krakowie. Ukończył Wyższą Szkołę Przemysłową. Poza malarstwem, od 1908 był nauczycielem w stopniu profesora i zarazem od 1931 dyrektorem Państwowej Szkoły Sztuk Zdobniczych i Przemysłu Artystycznego przy ul. Mickiewicza 5 w Krakowie. Przed I wojną światową działał w Związku Strzeleckim. W czasie wojny przydzielony do urzędu konserwatorskiego dla opieki nad zabytkami sztuki. Był członkiem okręgowej komisji konserwatorskiej woj. krakowskiego i kieleckiego, członkiem rady artystycznej i członkiem komisji muzealnej zarządu miejskiego w Krakowie, członkiem komisji państwowej ds. odnowienia Zamku Królewskiego w Warszawie i Wawelu, członkiem dyrekcji Towarzystwa Przyjaciół Sztuk Pięknych w Krakowie.
W roku 1949 przeprowadził zabieg renowacyjny Obrazu Matki Bożej Błogosławionego Macierzyństwa (Matki Bożej Płaszowskiej) przy kościele Księży Najświętszego Serca Jezusowego w Krakowie-Płaszowie.

## Ordery i odznaczenia
- Złoty Krzyż Zasługi (9 listopada 1931)[6]

## Twórczość malarska
- Pejzaż z Zakopanego 1911 rok (Muzeum Narodowe w Krakowie)[7]